# Scanimate
Scanimate — аналоговый графический компьютер, разработанный в конце 1960-х годов. Использовался преимущественно телекомпаниями для создания двухмерных анимаций.

## История
Scanimate был разработан американской компанией Computer Image Corporation в конце 1960-х годов. В 1970-х годах Scanimate активно использовался для создания анимированных телевизионных заставок и графического оформления.
Основным преимуществом Scanimate была возможность создания анимаций с частотой 60 (50) кадров в секунду. Традиционная анимация была способна только на 24 (25, 30).
Основными компаниями, предоставляющими услуги Scanimate, были Computer Image Corporation,  Dolphin Productions и Image West.
К середине 1980-х с появлением трёхмерной цифровой компьютерной графики Scanimate практически перестал использоваться. На сегодняшний день осталось всего несколько рабочих компьютеров Scanimate.

## Принцип работы
Scanimate позволяет напрямую манипулировать видеосигналом и отклонением луча кинескопа для создания движущихся объектов и анимации. Для захвата видеосигнала использовалась телекамера. Преимущество Scanimate перед традиционной рисованной анимацией — вывод изображения в полноценные 50 (Европа) или 60 (США) кадров в секунду.